# Kostel Zvěstování Panny Marie (Duchcov)
Kostel Zvěstování Panny Marie v Duchcově je římskokatolický barokní zámecký kostel nacházející se v historickém centru města v jihozápadním rohu Náměstí Republiky. Je chráněn od roku 1958 jako kulturní památka České republiky.

## Historie

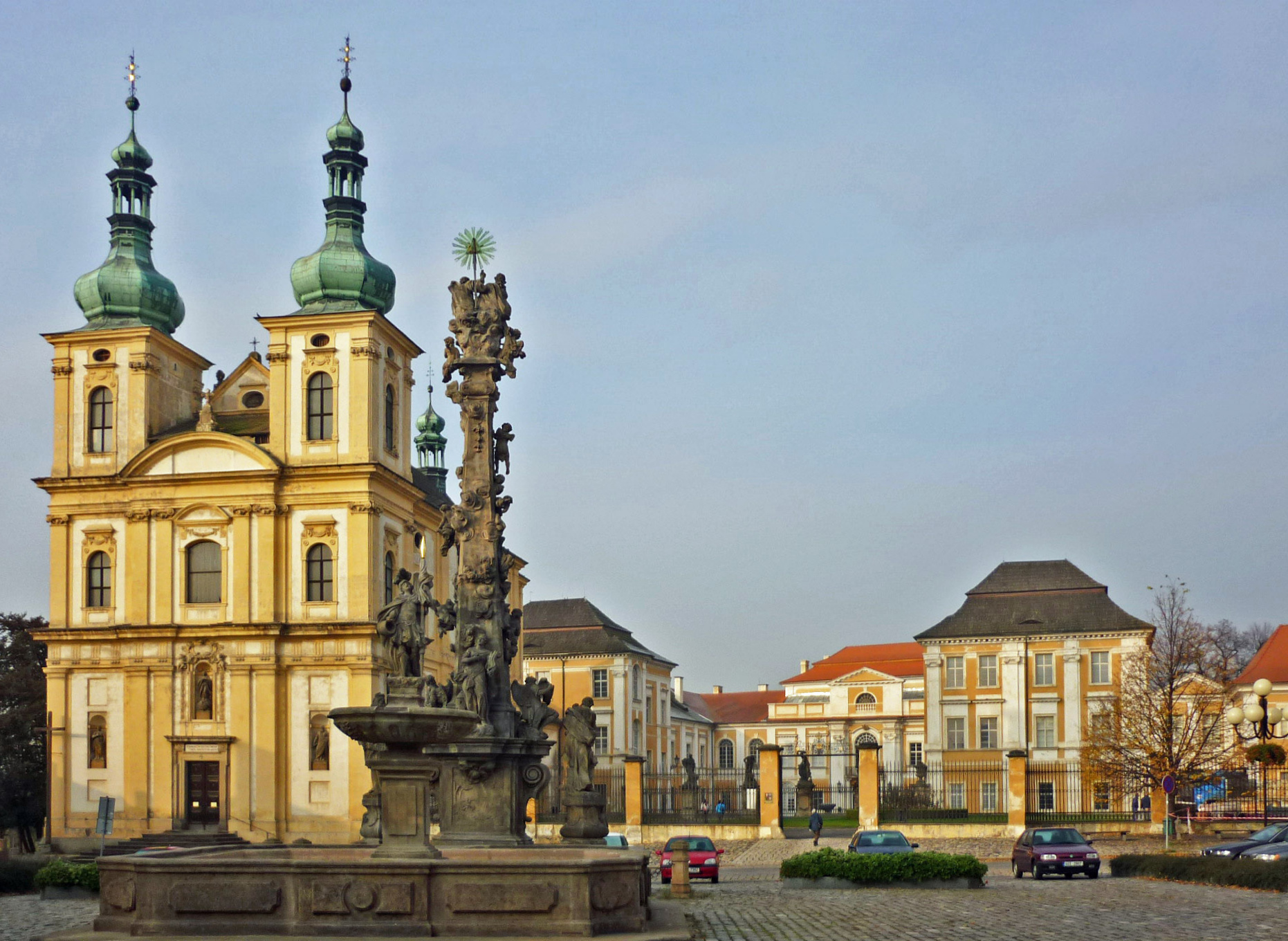
Kostel Zvěstování v rámci zámeckého komplexu

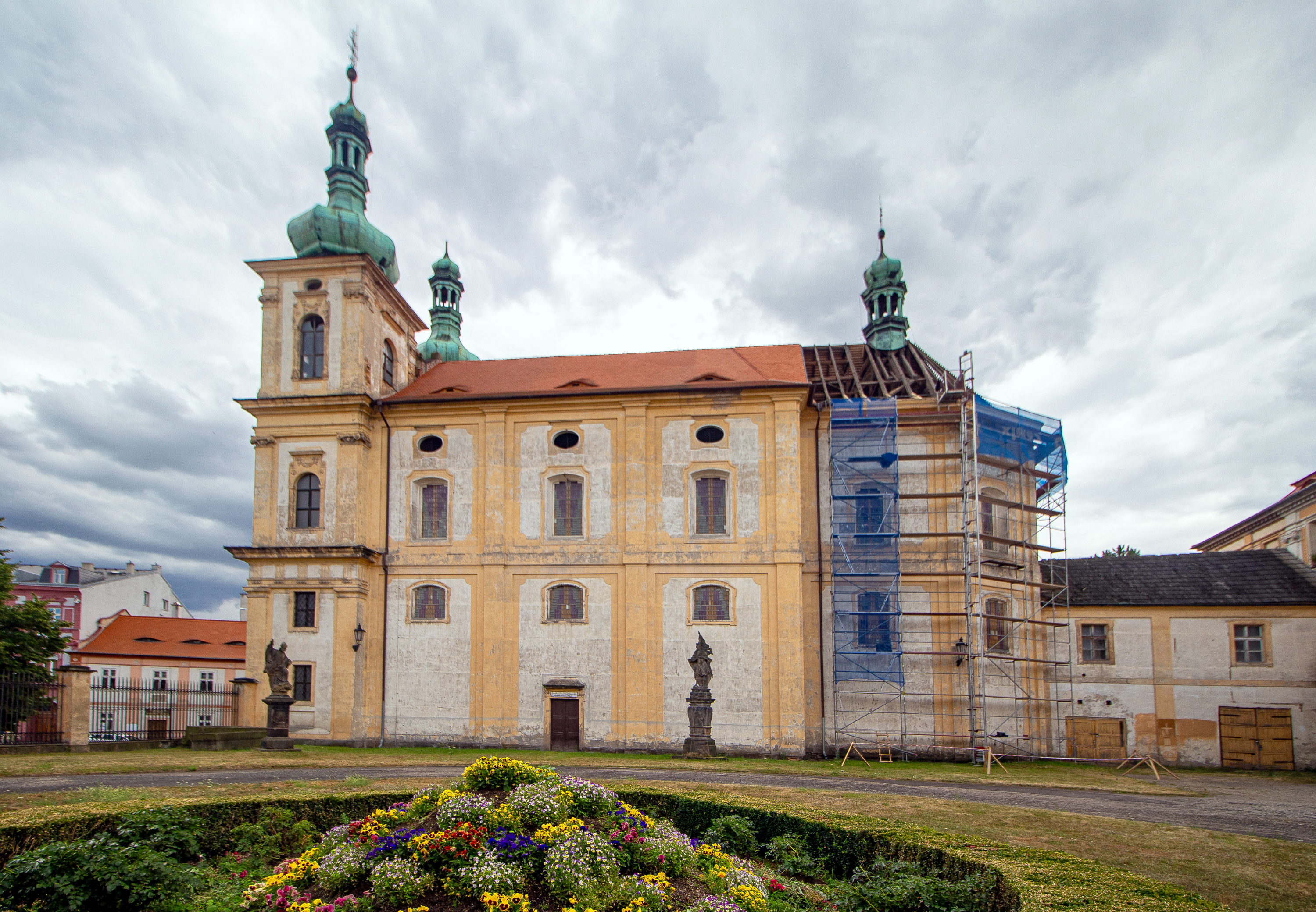
Kostel Zvěstování Panny Marie

Kostel stojí na místě předchozího renesančního kostela z roku 1587, který však již stál na místě raně gotického kostela či ještě předcházejících sakrálních staveb. Části zdiva těchto předchozích kostelů byly použity pro hmotu kostela současného. Na jižní straně presbytáře se zachovaly zbytky raně gotického kostela sv. Jiří. Plány na stavbu kostela nechal udělat Arnošt Josef z Valdštejna již v roce 1696 u stavitele Marca Antonia Canevalla, který byl také prvním stavitelem a částečně jej dokončil do roku 1707. Zcela dokončen byl F. M. Kaňkou v roce 1721. Vysvěcen byl 12. září 1722. Kostel byl obnoven v roce 1826. Větší část původního cenného zařízení (hodnotné pozdně gotické plastiky, oltářní obraz Zvěstování Panny Marie, z roku 1720, spolu s bočním oltářem s obrazem sv. Judy Tadeáše. Oba obrazy byly dílem Václava Vavřince Reinera. Dále zde byly dřevěné nadživotní plastiky od Matyáše Bernarda Brauna. Tato díla byla zničena, když byl 10. května 1945 kostel vypálen sovětskými vojsky. Ze zbytků původního interiéru jsou zajímavé především mramorové náhrobníky ze 16. století. Na počátku 21. století bývá kostel využíván pro výstavy výtvarných děl, na divadelní představení a pro vánoční mši (24. prosince). Kostel čeká ve druhé dekádě 21. století na schválení památkářů ohledně rekonstrukce podlahy.

## Architektura
Jedná se o jednolodní stavbu o třech klenebních polích s trojicí mělkých mezipilastrových kaplí po stranách. Na západě je předsíň, která je sevřená dvěma věžemi. Na východě je polygonálně uzavřený presbytář. Průčelní věže jsou členěny římsami, které jsou spjaty pilastrovým řádem. Římsy svírají mělký rizalit, který je ukončený štítem. Vnitřní prostor má valenou klenbu s lunetami. V presbytáři je lunetový závěr. Na jižní straně se nachází tzv. Valdštejnská kaple, která má čtvercový půdorys a je sklenutá kupolí. Kostel má šindelovou střechu, která je místy poškozená, částečně je vyspravena lepenkou. Omítka kostela je mírně poškozená.

Detaily ve fasádě kostela
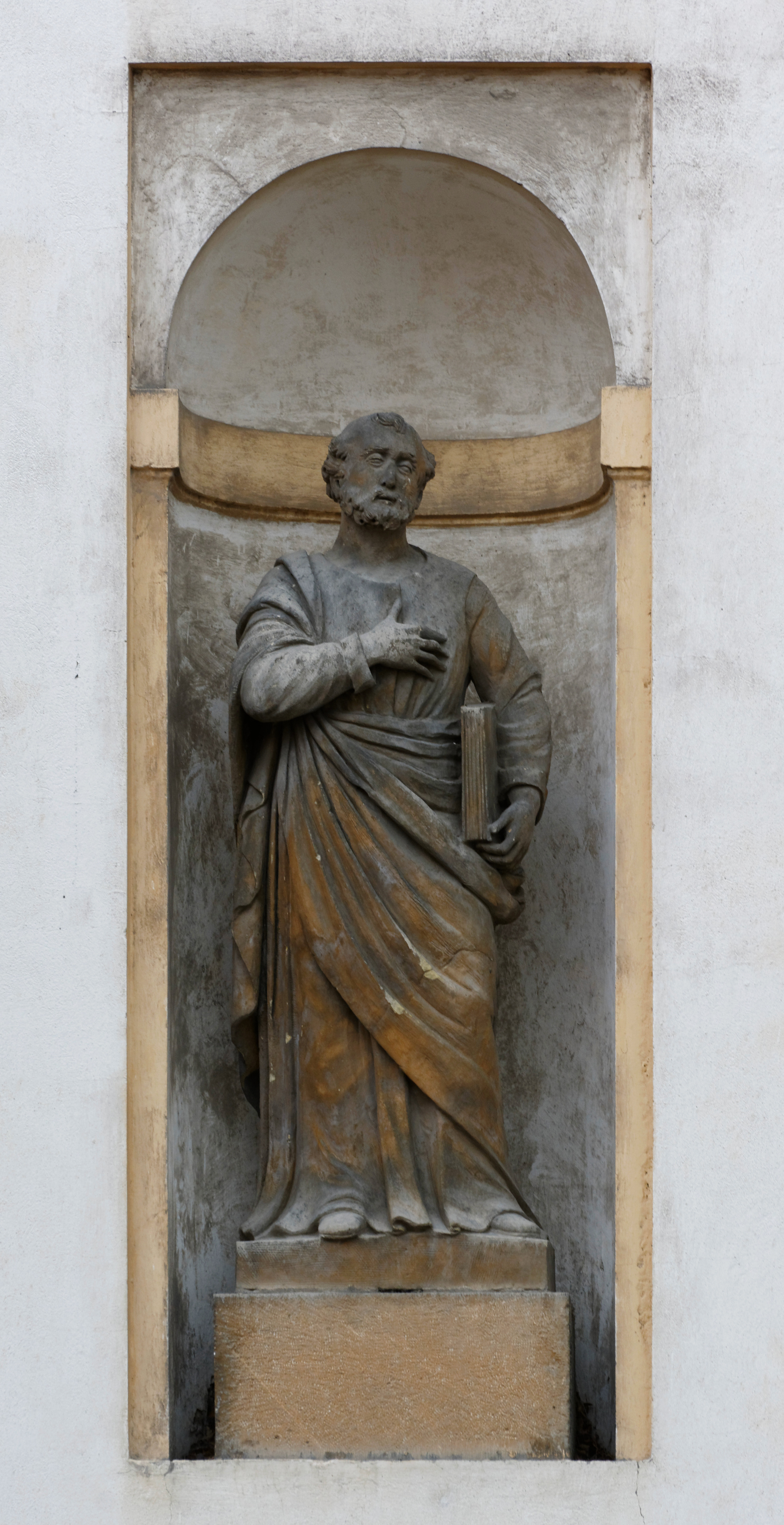
Socha svatého Pavla umístěná v nice na fasádě kostela (nalevo od Panny Marie).
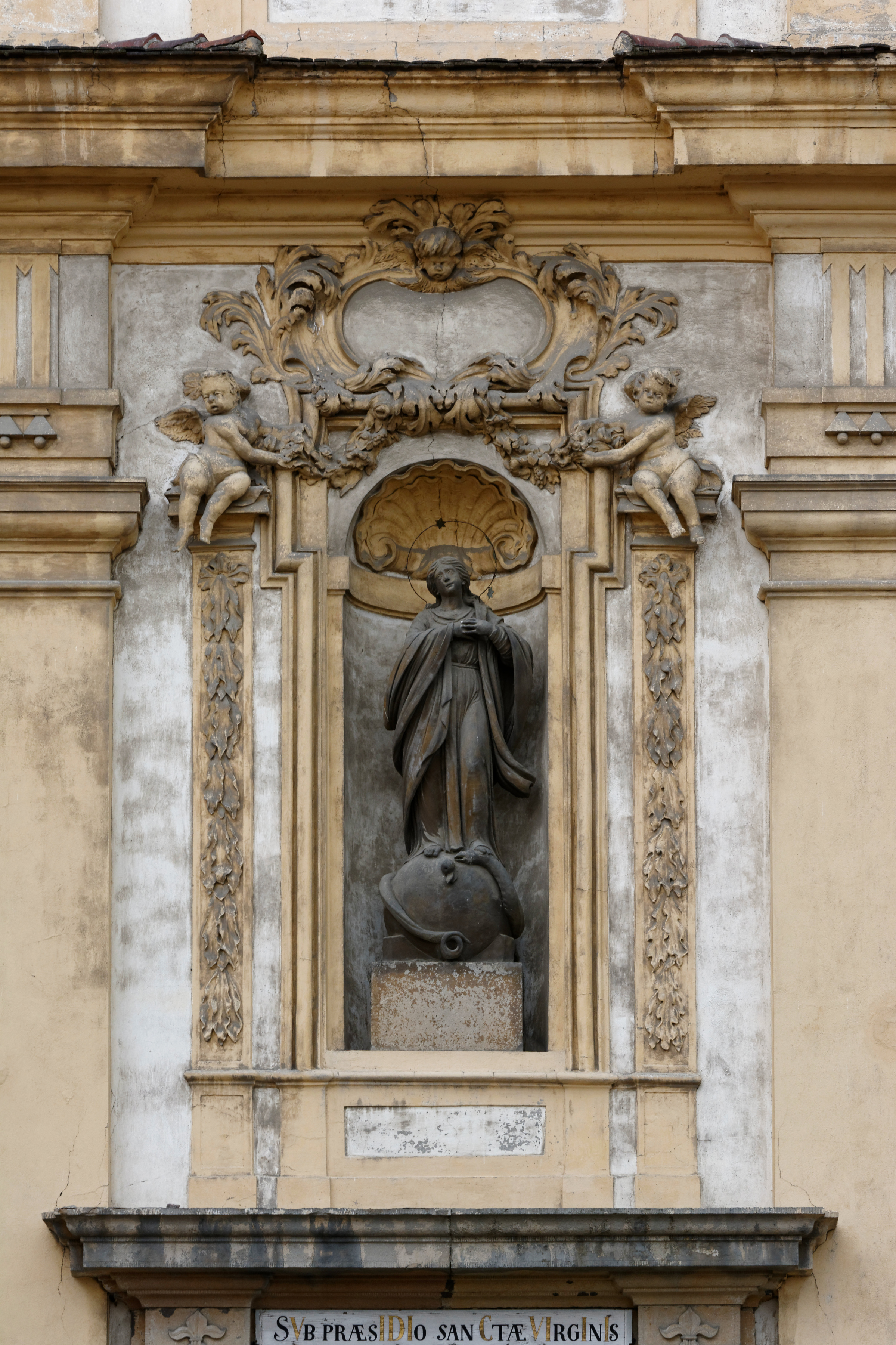
Socha Panny Marie umístěna v nice na fasádě kostela nad vchodem.
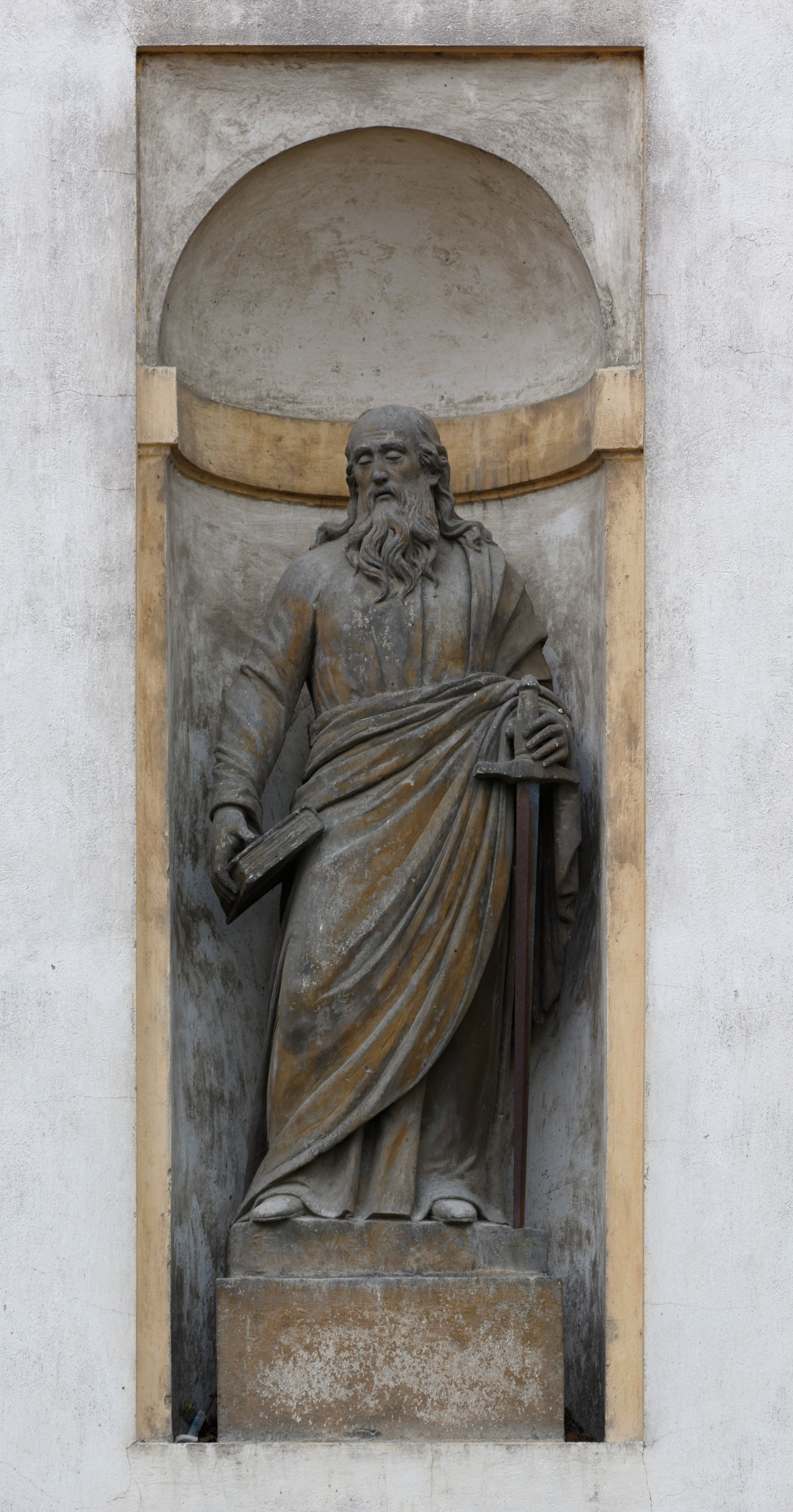
Socha svatého Petra umístěná v nice na fasádě kostela (napravo od Panny Marie).
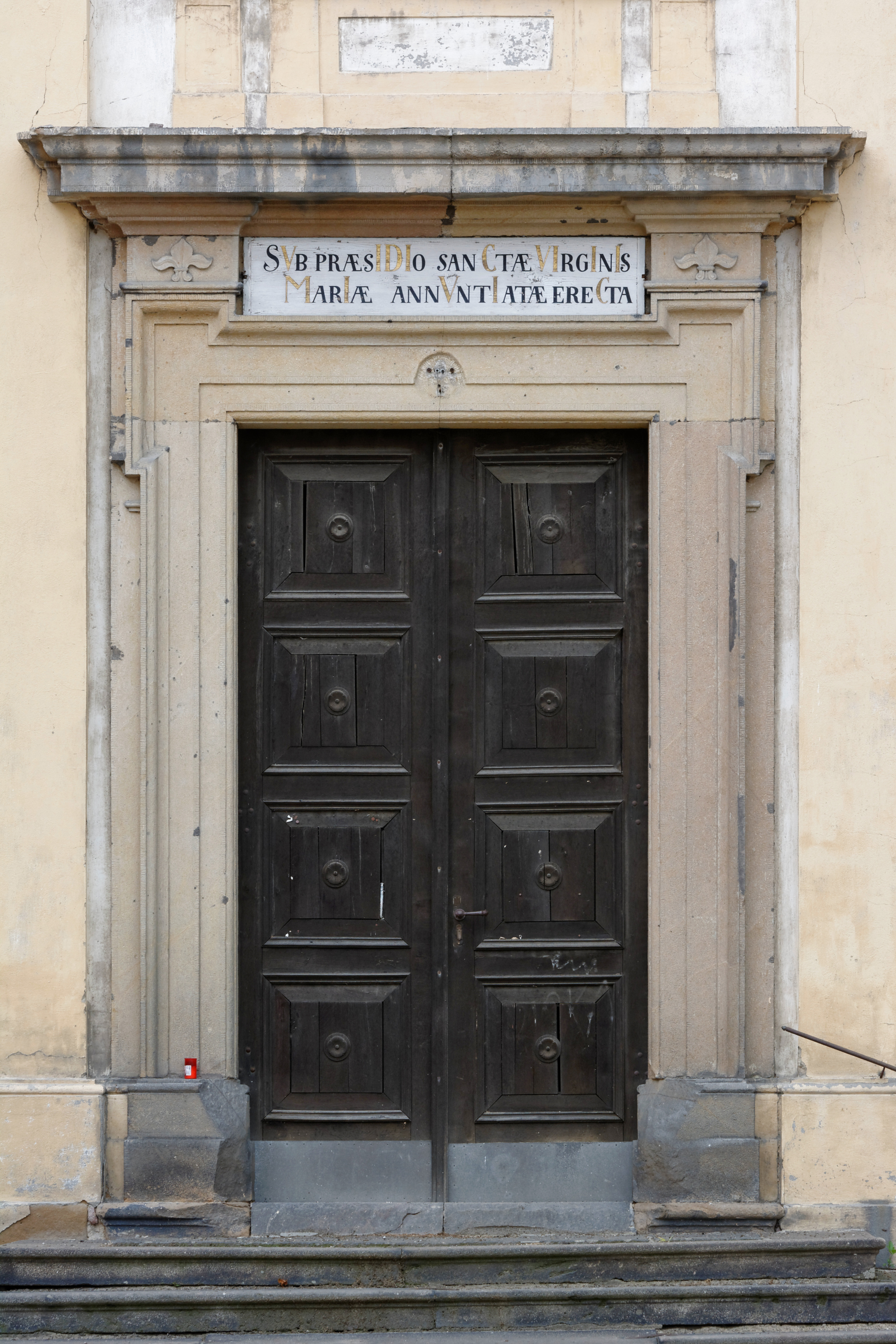
Hlavní vstupní portál. Nápis: SVB PRAESIDIO SANCTAE VIRGINIS MARIAE ANNVTIATAE ERECTA

## Vybavení
Z původního zařízení se zachovalo: barokní oltář, Valdštejnův epitaf z 1. poloviny 18. století, krucifix ze 16. století (umístěný na faře) a torzo pozdně gotické křtitelnice z konce 15. století. Na jižní straně presbytáře se nacházejí tři mramorové náhrobníky. Jeden nápisový náhrobník je opatřen erbem a patří Adamu Havlovi z Lobkovic (zemřel v roce 1605). Dva figurální náhrobníky: s postavou ženy (zemřela roku 1575) a dítěte (zemřelo roku 1594).

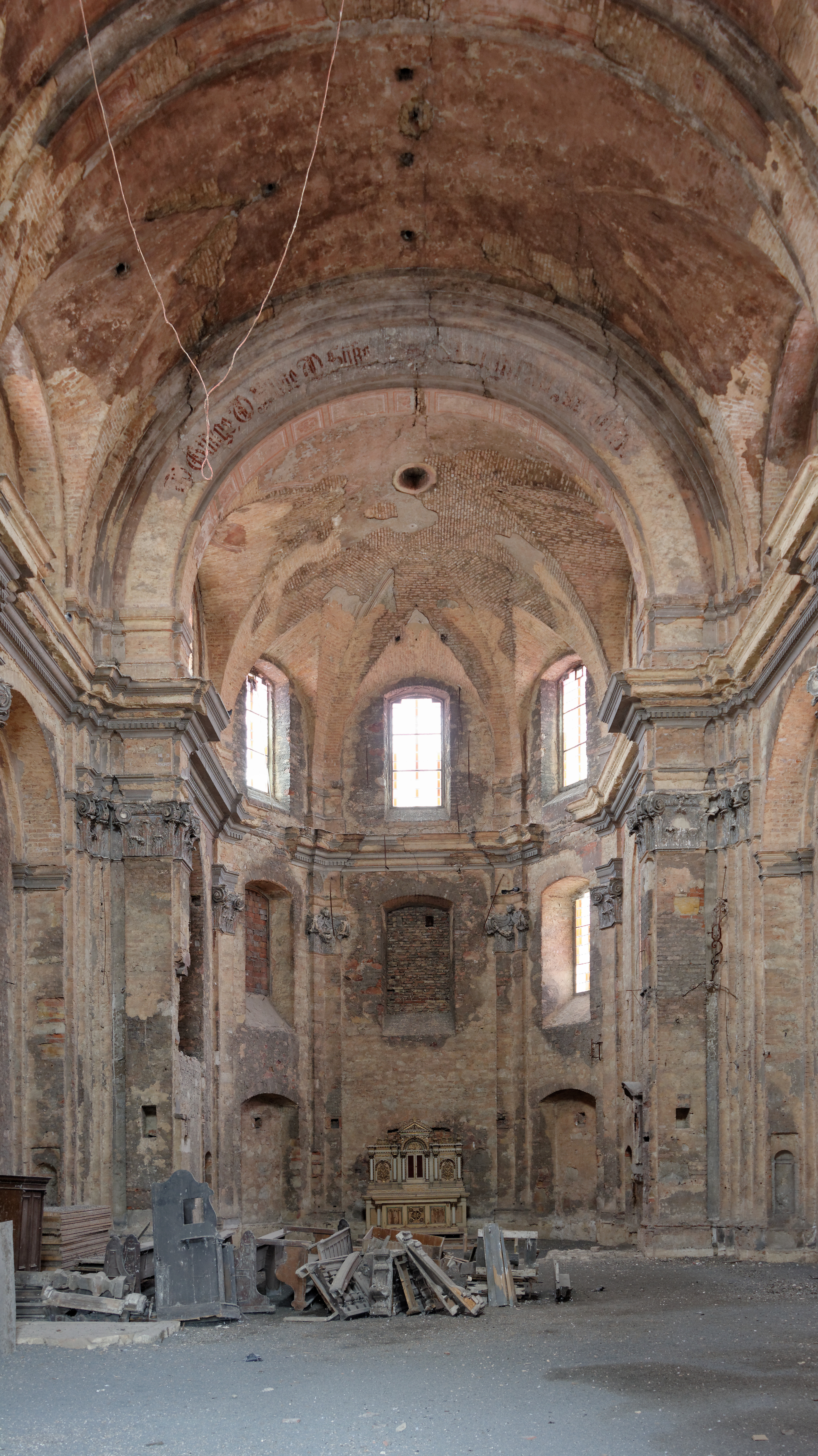
Interiér kostela, stav v roce 2018
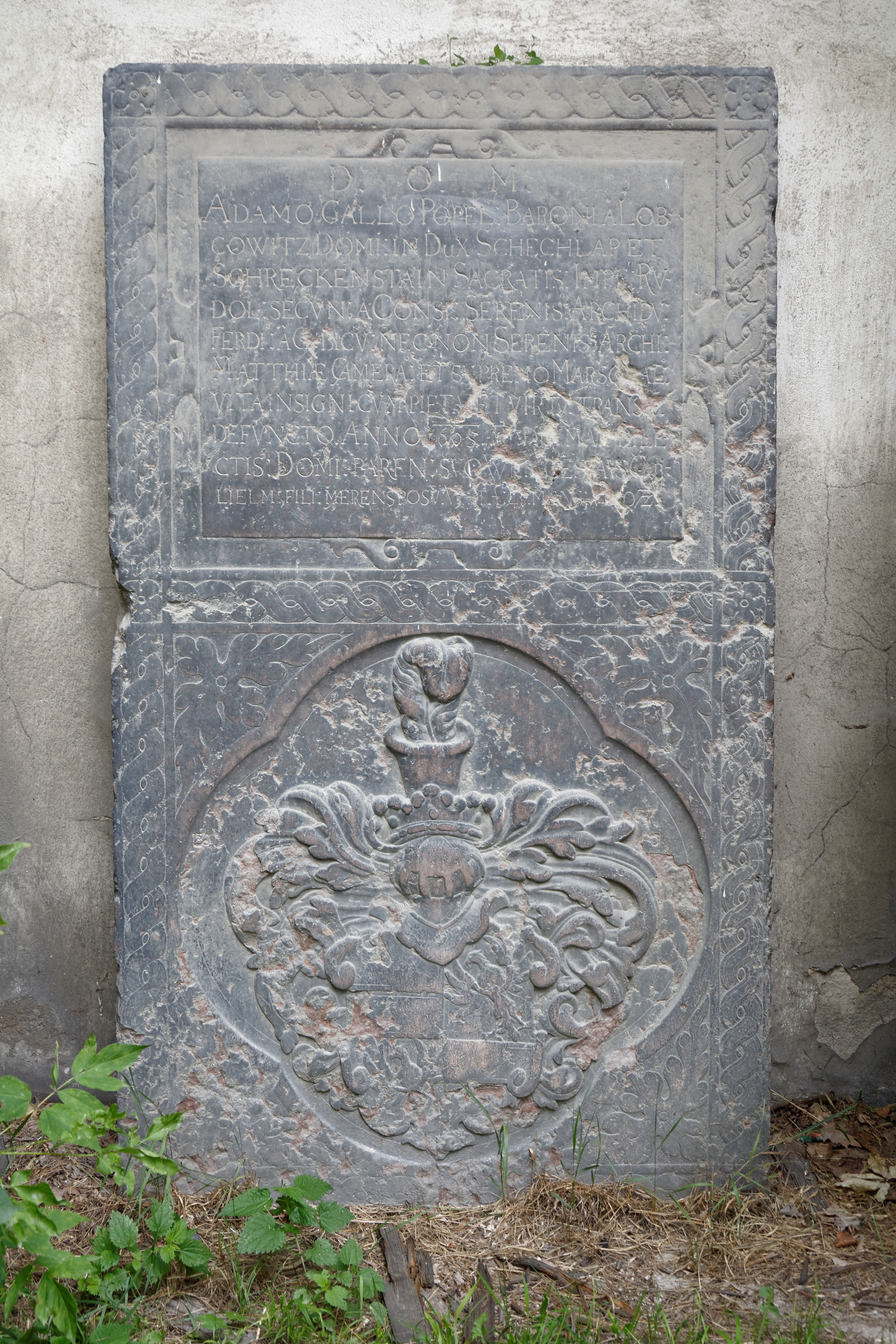
Náhrobek Adama Havlova z Lobkovic (zemřel v roce 1605)
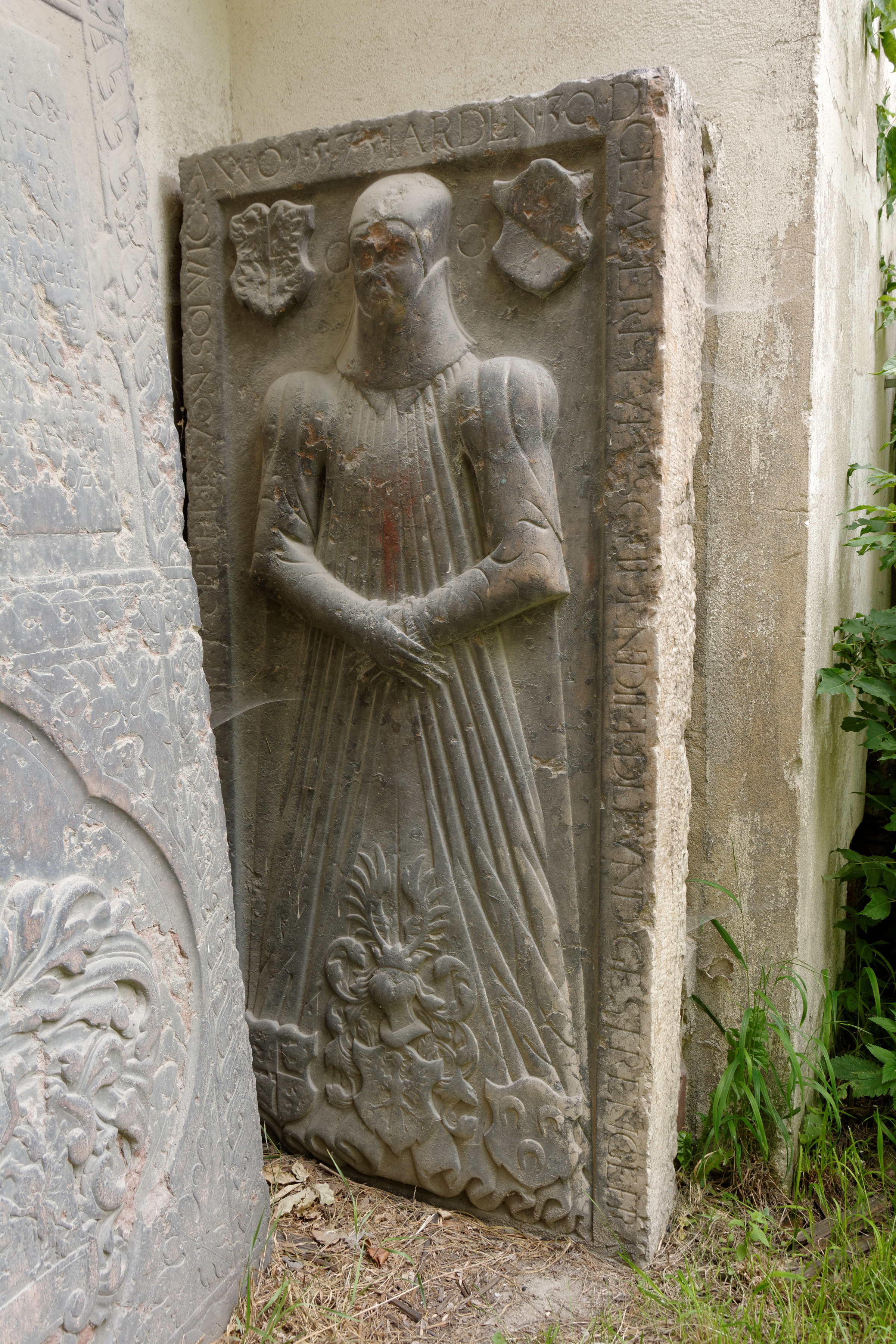
Náhrobek ženy, zemřelé v roce 1575
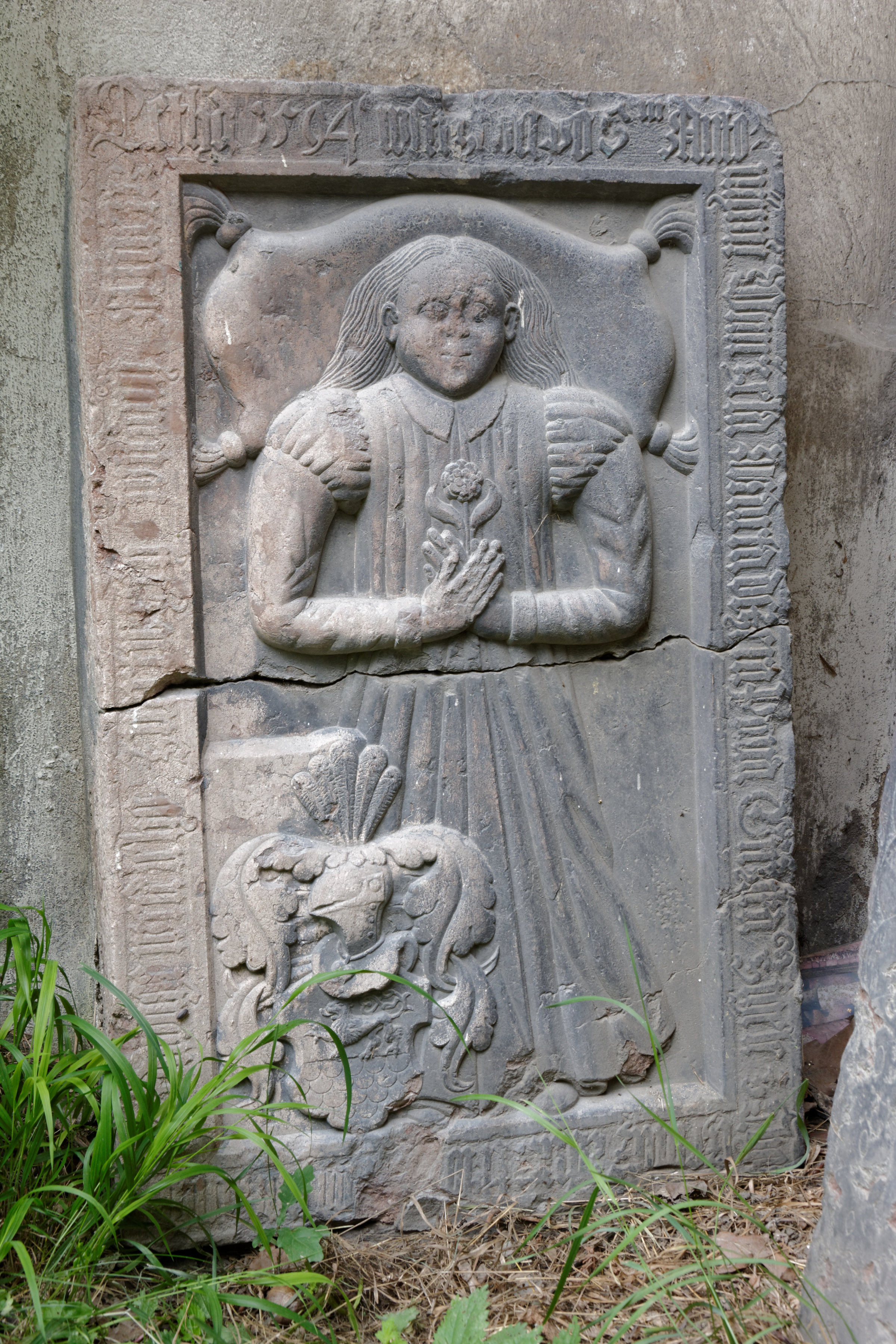
Náhrobek dívky, zemřelé v roce 1594

## Zvony

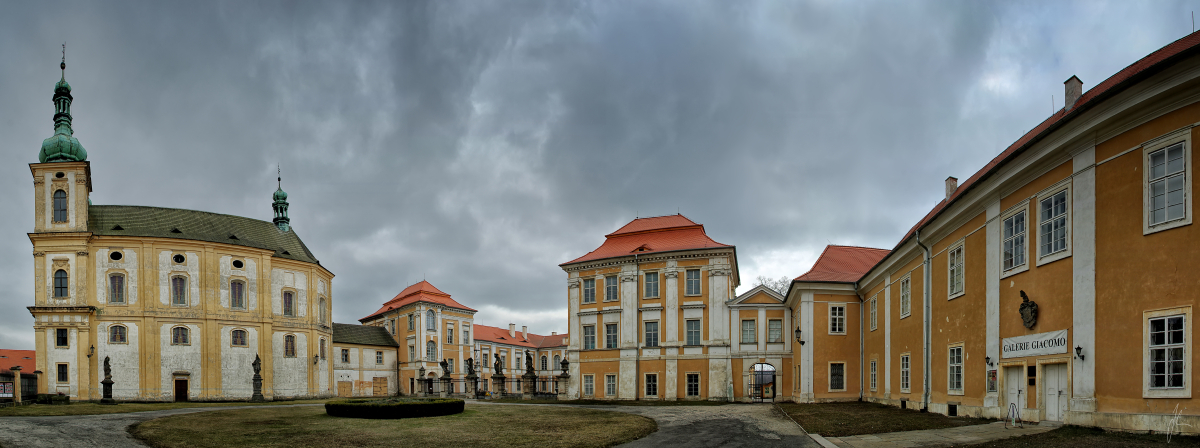
Panoramatický pohled na duchcovský zámek a sousední kostel Zvěstování Panny Marie

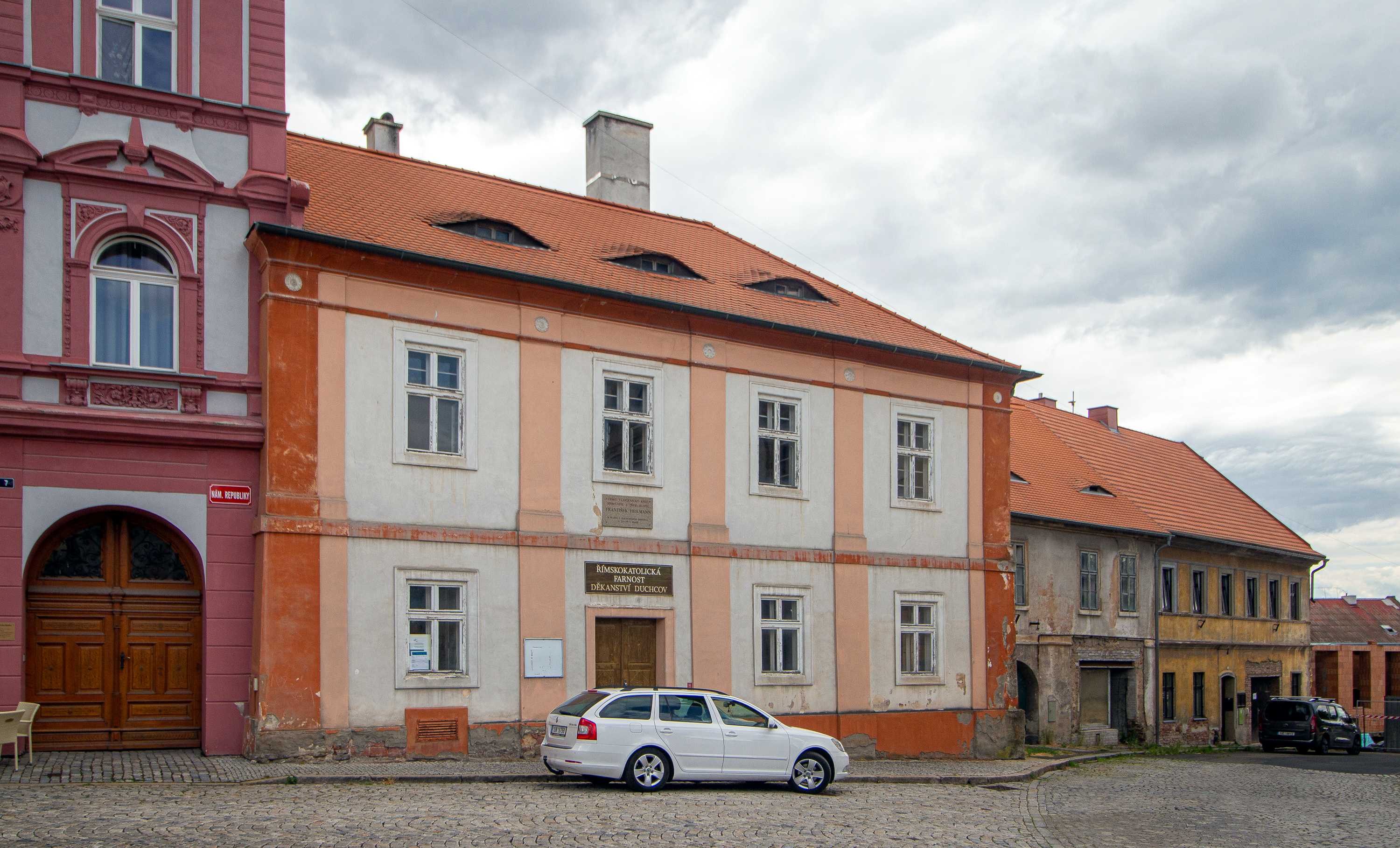
Duchcovská fara

Duchcovský děkanský kostel měl do roku 1916 šest zvonů: Velký zvon, Zwölfer Glocke a Nový zvon na severní věži, Bratrský zvon a Umíráček na jižní věži a Mešní zvon v sanktusníku.

### Velký zvon
Dne 1. prosince 1650 Gabriel Hilger z Freibergu v Sasku odlil tzv. velký zvon, na náklad magistra Gregoria Fisselia (Fischel), který byl nástupce magistra Simonise. Za tento Fisselův dar měl na zvonu latinské verše v humanistické majuskuli:
"MAGISTER - ME FECIT PROPRIO GREGORIUS AERE REFUNDI DENIS TERQUE ANNIS, QUANDO DECANUS ERAT SUSCIPE ME LAETAM DUXOVIA, LAETUS ABIVIT E TERRA IN COELOS, QUI BENEDICTUS ERAT - FISSELIUS."

Ve volném překladu:
"Mne dal ulít na svůj náklad Mgr. Fisselius ve 13 létech, kdy byl děkanem v Duchcově. Nechť mne Duchcov přátelsky přijme."

Pod těmito verši byl Fisseliův znak, na druhé straně reliéf Ukřižování Krista, kolem zdobeného věnce jméno zvonaře. Zvon měl dolní průměr 112 cm, výšku 106 cm, vážil 1050 kg. Byl sejmut v září 1917 spolu s tzv. Novým zvonem od téhož zvonaře, 252 kg těžkým.

### Zwölfler Glocke
Zachován zůstal pouze tzv. Zwölfler Glocke, nejstarší ze všech zvonů. Zvon pořídil Wolf Hilger z Freibergu. Kolem věnce je nápis:
"VERBUM DOMINI MANET IN AETERNUM. ANNO DOMINI MDLXXXVI."

Pod nápisem je znak rodu Hilgerů – medvěd ve skoku, držící v předních tlapách kružítko, a iniciály zvonaře W. H. Dolní průměr zvonu je 68 cm, výška 57 cm.

### Bratrský zvon
Tzv. Bratrský zvon visel v jižní věži, s nápisem:
"MEIN KLANG DICH RUFFT ZUM KIRCHENGANCK LIEBE GOTT, SAG IHM LOB, PREIS, DANCK."

Pod nápisem je obraz sv. Jiří a jméno zvonaře Gabriela Hilgera, r. 1650. Dolní průměr zvonu je 92 cm, výška 72 cm. Zvon zůstal zachován a visí nyní v severní věži.

### Umíráček
Umíráček vyrobil německý zvonař Jan Baltazar Crommel z Ústí nad Labem. Byl na něm reliéf sv. Barbory jako patronky předměstí a nápis:
GOSSE MICH IOHANN BALTHASAR CROMMELI IN AVSIG ANNO 1679

Překlad:
Ulil mne Johann Balthasar Crommeli v Ústí roku 1679

.
Na protější straně stálo:
"JOHANNES CHRISTOPHORUS HEUMANN DUXENSIS AERE PROPRIO FIERI ET PIE AGONIZANTIBUS PULSARI JUSSIT."

Překlad:
"J. Chr. Heumann z Duchcova dal mne na svůj náklad ulít, abych zvonil umírajícím".

Dolní průměr zvonu byl 55 cm, výška 44 cm. Sňat byl již 13. listopadu 1913.

### Mešní zvon
Roku 1727 věnovala rodina Valdštejnů mešní zvon ku cti sv. Josefa, Norberta a Prokopa. Vážil 78 kg, odebrán byl v září 1917.
V r. 1923 dostal kostel nové zvony, které byly zabaveny za druhé světové války. Dodnes nebyly zvony adekvátně nahrazeny. Stát vyplatil odškodnění pouze 4 000 Kč za jeden kg váhy. Následné poválečné znehodnocení peněz je příčinou, že nově bylo možno opatřit jen dva zvony o váze 60 kg a 105 kg.

## Pověst
Ke kostelu se vztahuje pověst, podle které když v roce 1590 zemřel zdejší pán Jiří Popel z Lobkovic, zvony z kostela Zvěstování Panny Marie prý zvonily samy od sebe

## Okolí kostela

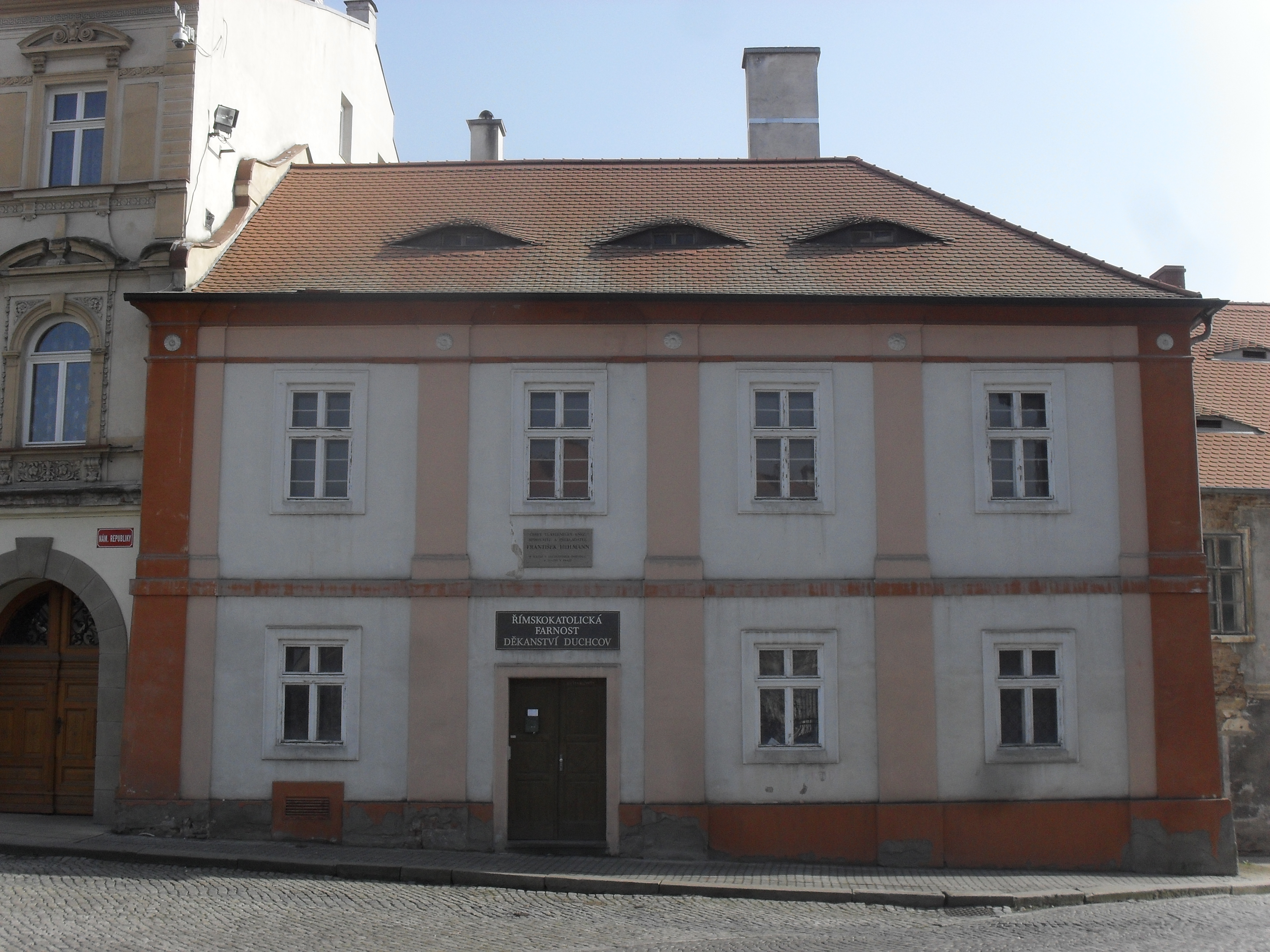
Budova duchcovského děkanství

Ke kostelu patří Farní budova děkanství. Nachází se na náměstí Republiky čp. 212/8. Jedná se o renesanční, obdélnou a jednopatrovou budovu. Dvorní trakt je dvoukřídlý. V patře má děkanství sloupovou lodžiovou chodbu. Fasáda je pozdně klasicistní.